# Nærmest lykkelig
Nærmest lykkelig er det syvende studiealbum af den danske popgruppe tv·2. Det blev udgivet i 1988 på CBS. Albummet har solgt 180.000 eksemplarer, og er dermed gruppens næstmest sælgende studiealbum kun overgået af Rigtige mænd - gider ikke høre mere vrøvl (1985). Albummet blev i 2006 en del af Kulturministeriets kulturkanonen under populærmusik.

## Trackliste
Alt tekst og musik er skrevet af Steffen Brandt.
| #   | Titel                                  | Producer(e)                  | Længde |
| --- | -------------------------------------- | ---------------------------- | ------ |
| 1.  | "Det mørke Jylland"                    | Michael Bruun                | 4:25   |
| 2.  | "Nærmest lykkelig"                     | Michael Bruun                | 3:56   |
| 3.  | "Turbo"                                | Michael Bruun                | 4:06   |
| 4.  | "Læn Dem ud"                           | Michael Bruun, Mats Ronander | 3:46   |
| 5.  | "Kys det nu (Det satans liv)"          | tv·2, Per Leth-Nissen        | 3:57   |
| 6.  | "Monas solarium"                       | tv·2, Per Leth-Nissen        | 5:12   |
| 7.  | "Alt hvad hun ville var at danse"      | Billy Cross                  | 3:59   |
| 8.  | "De finder det helt naturligt"         | Mats Ronander                | 4:19   |
| 9.  | "Der er kun dig (Og mig)"              | Hilmer Hassig                | 3:50   |
| 10. | "En sommerdag for alt for længe siden" | Søren Wolff                  | 3:23   |
| 11. | "Kalundborgbåden"                      | tv·2, Per Leth-Nissen        | 3:26   |
| 12. | "Godnat, du"                           | Billy Cross                  | 4:56   |

## Medvirkende

### Produktion
- Michael Bruun – producer og remix
- Mats Ronander – producer
- tv·2 – producer
- Per Leth Nissen – producer og pre-produktion
- Billy Cross – producer
- Hilmer Hassig – producer
- Søren Wolff – producer
- Jørgen Knub – teknik
- Tom Andersen – teknik
- Johannes Stærk – teknik
- Henrik Nilsson – ass. teknik
- Lars Nissen – ass. teknik
- Kenneth Kikkenborg – lydarkiv og dubs m.m.

### Musikere
- Hans Erik Lerchenfeld – guitar
- Georg Olesen – bas
- Steffen Brandt – tekst, musik, keyboards og vokal
- Sven Gaul – trommer
- Maria Bramsen – kor på "Nærmest lykkelig" og "De finder det helt naturligt",
- Misen Larsen – kor på "Nærmest lykkelig" og "De finder det helt naturligt"
- Johannes Stærk – kor på "Kys det nu (Det satans liv)" og "En sommerdag for alt for længe siden"
- Michael Bruun – korarrangement på "Alt hvad hun ville var at danse"
- Mats Ronander – mundharpe på "De finder det helt naturligt"